# Gare de Kuzuha
La gare de Kuzuha (樟葉駅, Kuzuha-eki) est une gare ferroviaire de la ville de Hirakata, dans la préfecture d'Osaka au Japon. La gare est gérée par la compagnie Keihan.

## Situation ferroviaire
La gare de Kuzuha est située au point kilométrique (PK) 27,7 de la ligne principale Keihan.

## Histoire
La gare est inaugurée le 15 avril 1910.

## Service des voyageurs

### Accès et accueil
La gare dispose d'un bâtiment voyageurs, avec guichets, ouvert tous les jours.

### Desserte
- Ligne principale Keihan :
  - voies 1 et 2 : direction Chūshojima et Sanjō (interconnexion avec la ligne Keihan Ōtō pour Demachiyanagi)
  - voies 3 et 4 : direction Hirakatashi, Yodoyabashi et Nakanoshima

## À proximité
- Centre commercial Kuzuha Mall

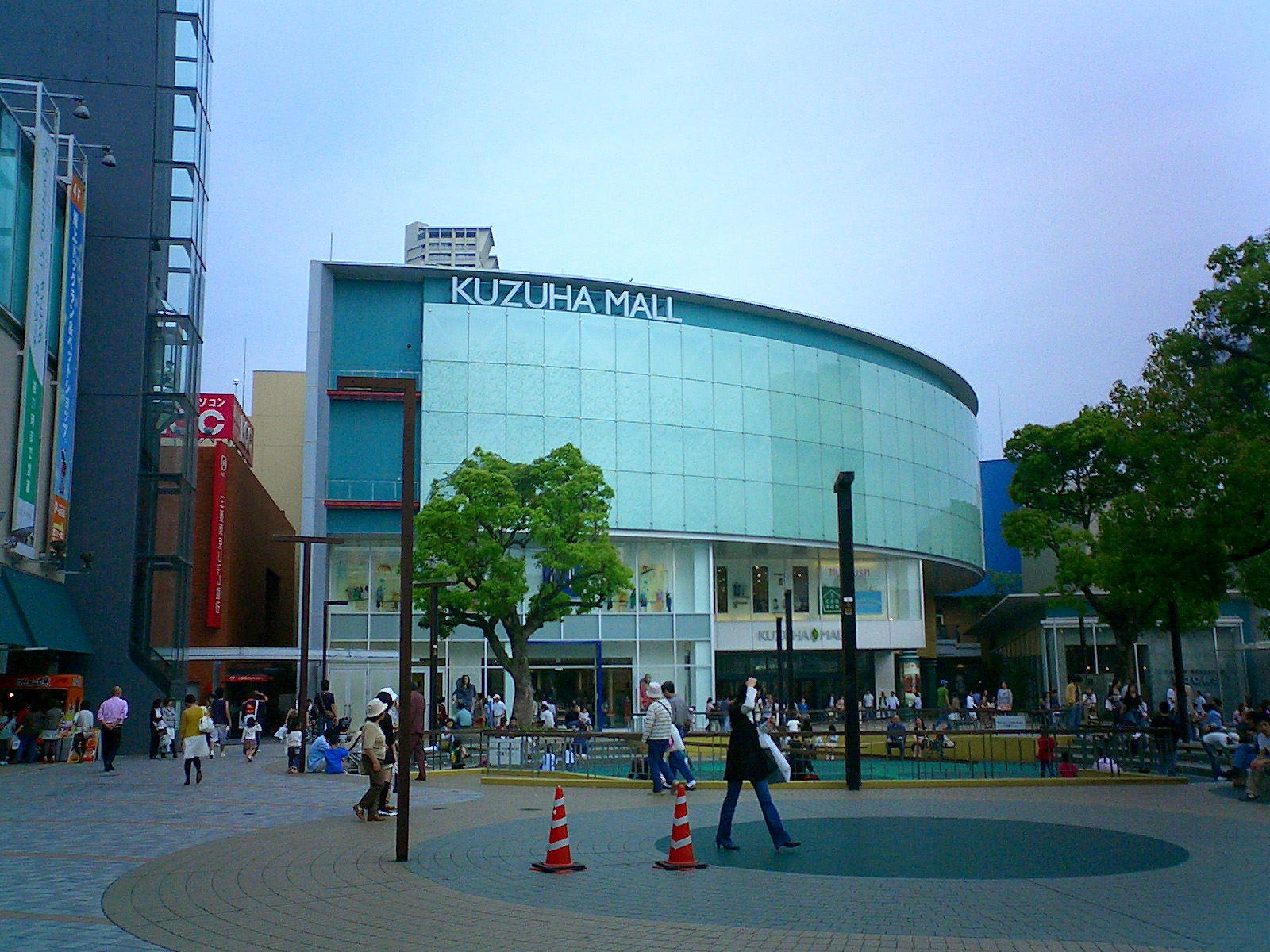
Kuzuha Mall.

- Campus de Hirakata de l'Université technologique d'Osaka
- Campus de Hirakata de l’Université Setsunan[2]
- Campus de l’Université dentaire d'Osaka[3]